# Европейская комиссия по правам человека
Европейская комиссия по правам человека — учреждение, в 1955—1998 годах занимавшееся первоначальным рассмотрением жалоб частных лиц на нарушение ЕКПЧ. После рассмотрения в комиссии те жалобы, которые она не отклоняла, передавались либо в Европейский суд по правам человека, либо в Комитет министров Совета Европы.